# Puccinia podophylli
Puccinia podophylli är en svampart som beskrevs av Schwein. 1822. Puccinia podophylli ingår i släktet Puccinia och familjen Pucciniaceae.   Inga underarter finns listade i Catalogue of Life.